# Hydraena palustris
Hydraena palustris är en skalbaggsart som beskrevs av Wilhelm Ferdinand Erichson 1837. Hydraena palustris ingår i släktet Hydraena och familjen vattenbrynsbaggar. Arten är reproducerande i Sverige. Inga underarter finns listade i Catalogue of Life.